# Zohra Drif Bitat

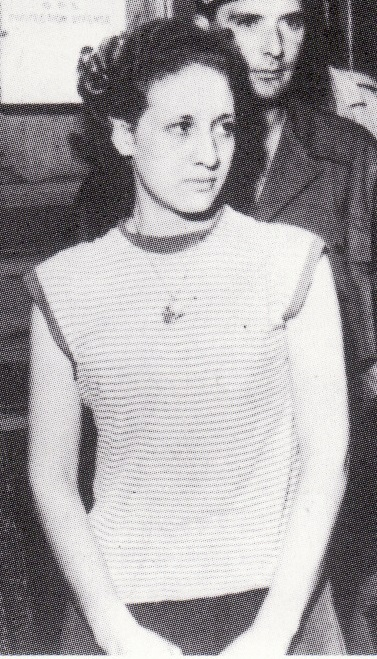
Zohra Drif bei ihrer Festnahme 1957

Zohra Drif Bitat, arabisch زهرة ظريف بيطاط, (* 28. Dezember 1934 in Tiaret, Französisch-Algerien) ist eine algerische Anwältin und ehemalige Vizepräsidentin des algerischen Nationalrats, dem Oberhaus des Parlaments. Bitat ist vor allem für ihre Engagements für die Nationale Befreiungsfront Algeriens während des algerischen Unabhängigkeitskrieges bekannt geworden.

## Leben

### Jugend und Ausbildung
Zohra Drif wurde am 28. Dezember 1934 in Tiaret in der französischen Kolonie Algerien in einer mittelständischen, bürgerlichen Familie geboren. Ihr Vater arbeitete als islamischer Rechtsgelehrter (Qādī) in Vialar (heute Tissemsilt). Er schickte sie zur Schulausbildung an das Lycée Fromentin in Algier. Nach Abschluss ihrer Schullaufbahn studierte sie Jura an der Universität von Algier.

### Engagement für die FLN
Im Rahmen ihres Studiums, vor allem nach dem Engagement Guy Mollets für den Verbleib Algeriens unter französischer Kontrolle, begann sie sich für die algerische Befreiungsbewegung zu engagieren und wurde Mitglied der FLN-Organisationszelle für Algier, der „Zone autonome d'Alger“. Zum 30. September 1956 wurde die Zelle mit der Platzierung von drei Bomben beauftragt. Letztendlich explodierte lediglich die von Drif selbst gelegte Bombe im von Pied-noirs frequentierten Café Milkbar. Die Bombe tötete drei junge Frauen und verletzte zahlreiche Menschen, darunter viele Kinder.
Im Januar 1957 löste Frankreich die „Schlacht von Algier“ aus, die vor allem die FLN-Zelle in Algier traf. Nach der Ermordung von Larbi Ben M'hidi floh das Koordinationskomitee der FLN ins Exil nach Tunis. Am 22. September 1957 nahm die französische Polizei Drif gemeinsam mit ihrem damaligen Freund Yacef Saâdi in ihrem Versteck in der Rue Caton in der Kasbah fest. Im August 1958 verurteilte das Militärgericht Algier Drif zu 20 Jahren Zwangsarbeit.
Nachdem sie zunächst im Gefängnis Barberousse saß, verlegte die französische Justiz sie in ein französisches Gefängnis. Drif selbst befürchtete lange Zeit die Todesstrafe, sodass sie 1960 ihre Zeugenaussage als 20-seitigen Essay unter dem Titel La mort de mes frères, zu Deutsch „Der Tod meiner Brüder“, niederschrieb. 1962 begnadigte Staatspräsident Charles de Gaulle Drif im Rahmen der algerischen Unabhängigkeit. Im gleichen Jahr heiratete sie den Aktivisten und Politiker Rabah Bitat und nahm dessen Namen an.

### Nach der Unabhängigkeit Algeriens
Nach der Unabhängigkeit Algeriens arbeitete Drif als Anwältin und Lehrerin, gleichermaßen hielt sie ihr politisches Engagement aufrecht. Sie war Mitglied der verfassungsgebenden Versammlung Algeriens von 1962 bis 1964 sowie Mitglied des algerischen Nationalrates, dem Oberhaus des Parlaments. Im letzteren hatte sie bis 2016 das Amt der Vizepräsidentin inne, bis ihr Mandat vom damaligen algerischen Präsidenten Abd al-Aziz Bouteflika aufgehoben wurde. Drif galt als starke Kritikerin des von ihrem Mann und damaligen Präsidenten Rabah Bitat verabschiedeten Gesetzes „Code de la famille“, das starke Elemente des islamischen Rechts in die Familienrechtssprechung einführte.
Auf das Aussöhnungsangebot, das der französische Präsident Jacques Chirac im März 2003 in Algier vor der vereinigten Parlamentsversammlung machte, reagierte Drif, indem sie zusammen mit Yacef Saâdi auf die Tribüne stieg und dem Staatsgast lange die Hand reichte.

### Privat
Drif ist die Witwe des ehemaligen algerischen Staatspräsidenten Rabah Bitat (1925–2000).